# World Trade Center Seoul
Il World Trade Center Seoul (한국 종합 무역 센터?, 韩国世界贸易中心?, Hanguk jonghap muyeok senteoLR; WTC Seoul), comunemente conosciuto come il COEX, è un complesso edilizio incentrato intorno al COEX Convention & Exhibition Center on Teheranno in Samseong-dong, nel distretto di Gangnam a Seul. Esso contiene la ASEM Tower, la Trade Tower, e il COEX InterContinental Seoul. La Trade Tower, edificio di 54 piani, è stata costruita nel 1988, con una altezza di 228 metri, ed è uno degli edifici più alti in Corea del Sud.

## Servizi
- COEX Convention & Exhibition Center
- Trade Tower
- COEX Mall - il centro commerciale sotterraneo e il museo del kimchi
- COEX Aquarium
- ASEM Tower
- COEX Artium - inaugurato nell'aprile 2009, è un teatro dedicato al musical
- COEX Hotel InterContinental
- Convenzione Annex
- Oakwood Premier COEX Center - una residenza di lusso
- City Airport Torre
- Korea City Air Terminal
- Grand InterContinental Hotel
- Hyundai Department Store